# Домброва (гміна Пшистайнь)
Домброва (пол. Dąbrowa) — село в Польщі, у гміні Пшистайнь Клобуцького повіту Сілезького воєводства.
Населення — 105 осіб (2011).
У 1975—1998 роках село належало до Ченстоховського воєводства.

## Демографія
Демографічна структура станом на 31 березня 2011 року:
|          | Загалом | Допрацездатний вік | Працездатний вік | Постпрацездатний вік |
| -------- | ------- | ------------------ | ---------------- | -------------------- |
| Чоловіки | 52      | 10                 | 32               | 10                   |
| Жінки    | 53      | 5                  | 22               | 26                   |
| Разом    | 105     | 15                 | 54               | 36                   |